# Glyphis
Genre
Glyphis est un genre de requins de la famille des Carcharhinidae.

## Liste des espèces
Selon FishBase (5 novembre 2014) :
- Glyphis fowlerae Compagno, W. T. White & Cavanagh, 2010
- Glyphis gangeticus J. P. Müller & Henle, 1839
- Glyphis garricki Compagno, W. T. White & Last, 2008 (Northern river shark)
- Glyphis glyphis J. P. Müller & Henle, 1839
- Glyphis siamensis Steindachner, 1896

Il existe aussi une espèce éteinte : †Glyphis hastalis

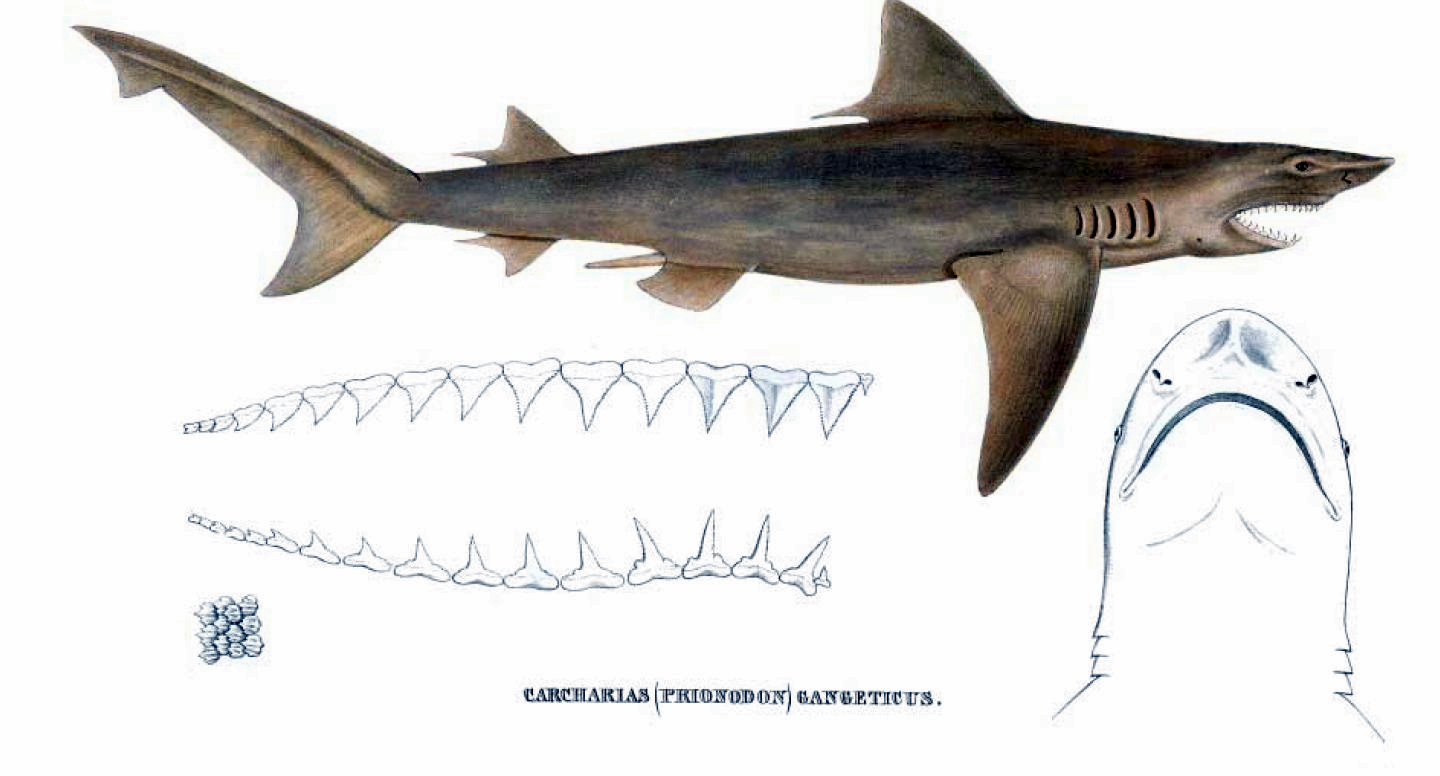
Glyphis gangeticus
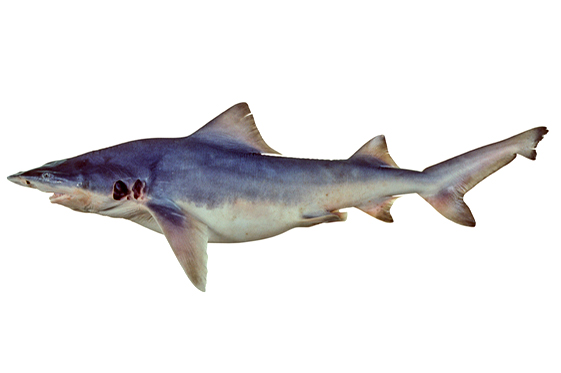
Glyphis garricki
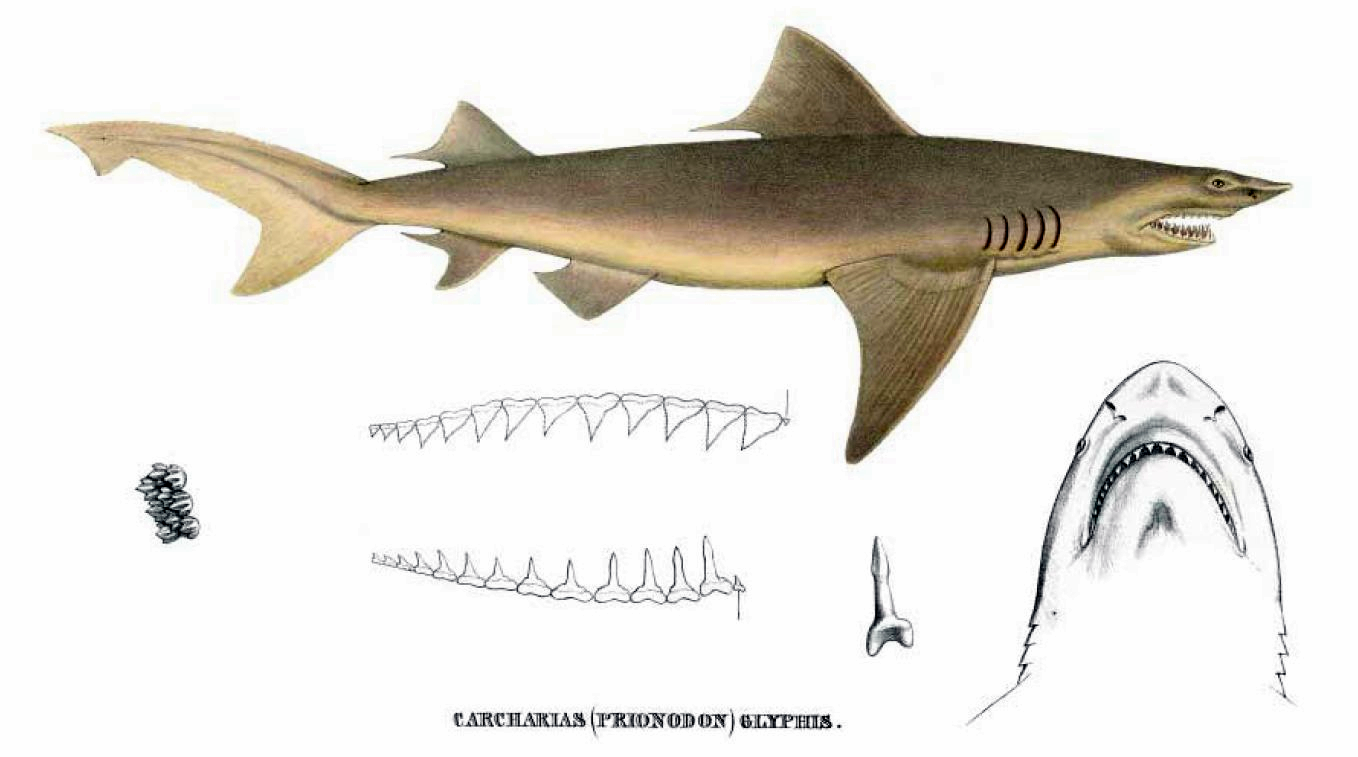
Glyphis glyphis